# Ely do Amparo
Ely do Amparo (Ely, ur. 14 maja 1921 w Paracambi, zm. 9 marca 1991 w Rio de Janeiro) – brazylijski piłkarz, pomocnik. Srebrny medalista MŚ 50.
Najlepszy okres kariery spędził w CR Vasco da Gama (1945–1955). Z tym klubem pięciokrotnie zwyciężał w Campeonato Carioca (1945, 1947, 1949, 1950 i 1952). Karierę kończył w Sport Recife. W reprezentacji Brazylii rozegrał 19 spotkań. Podczas MŚ 50 wystąpił w jednym spotkaniu grupowym, wygranym 4:0 meczu z Meksykiem. Znajdował się w kadrze na MŚ 54. Brał udział w dwóch edycjach Copa América (złoto w 49).